# 한국영화 100년 더 클래식
《한국영화 100년 더 클래식》은 한국방송공사가 한국영화 100년을 맞아, 한국영상자료원과 협력하여 금요일 밤마다 KBS 1TV에서 방송된 텔레비전 프로그램이다. KBS와 영상자료원은 ‘한국영화 100년 더 클래식 방영 업무협약’을 체결하고, 2019년 10월 11일부터 12회에 걸쳐, 시대별 대표 한국영화를 방송하였다. 한국영상자료원은 2007년부터 고전 영화 작품들을 디지털 스캔, 영상 · 음향 복원, 리마스터링 작업을 실시해왔으며, 그 중 《오발탄》과 《하녀》를 제외한 10편의 고화질 복원본은 모두 최초로 방영된 작품들이다.

## 방영 목록

### 2019년
| 회차 | 방영일    | 작품                  | 감독   | 개봉일            | 해상도 | 비고  |
| ---- | --------- | --------------------- | ------ | ----------------- | ------ | ----- |
| 1부  | 10월 11일 | 《하녀》              | 김기영 | 1960년 11월 3일   | HD     | [ 2 ] |
| 2부  | 10월 18일 | 《오발탄》            | 유현목 | 1961년 4월 13일   | HD     | [ 3 ] |
| 3부  | 10월 25일 | 《휴일》              | 이만희 | 1968년(일자 미상) | UHD    |       |
| 4부  | 11월 1일  | 《바보들의 행진》     | 하길종 | 1975년 5월 31일   | HD     | [ 4 ] |
| 5부  | 11월 8일  | 《바람불어 좋은 날》  | 이장호 | 1980년 11월 27일  | HD     |       |
| 6부  | 11월 15일 | 《길소뜸》            | 임권택 | 1986년 4월 5일    | UHD    |       |
| 7부  | 11월 22일 | 《우묵배미의 사랑》   | 장선우 | 1990년 3월 31일   | UHD    |       |
| 8부  | 11월 29일 | 《파업전야》          | 장동홍 | 1990년 3월 28일   | UHD    |       |
| 8부  | 11월 29일 | 《파업전야》          | 이재구 | 1990년 3월 28일   | UHD    |       |
| 8부  | 11월 29일 | 《파업전야》          | 장윤현 | 1990년 3월 28일   | UHD    |       |
| 9부  | 12월 6일  | 《서편제》            | 임권택 | 1993년 4월 10일   | UHD    |       |
| 10부 | 12월 13일 | 《박하사탕》          | 이창동 | 2000년 1월 1일    | UHD    |       |
| 11부 | 12월 20일 | 《공동경비구역 JSA》  | 박찬욱 | 2000년 9월 9일    | UHD    |       |
| 12부 | 12월 27일 | 《와이키키 브라더스》 | 임순례 | 2001년 10월 27일  | UHD    |       |